# もめんたりー・リリィ
『もめんたりー・リリィ』(MOMENTARY LILY) は、GoHands制作による日本のオリジナルテレビアニメ作品。略称は「もめリリ」。2025年1月から3月までTOKYO MXほかにて放送された。
総監督・キャラクターデザインを担当する鈴木によると、「少女達の絆や苦難に立ち向かう姿、共に笑いあえるぬくもり等を描いた物語」。

## あらすじ
突如出現した謎の機械・ワイルドハントによって、世界から多くの人間が消滅した。河津ゆりたち5人の少女は、ワイルドハントから手に入れたアンドヴァリを使ってワイルドハントと戦っていた。ある日、ゆりたちはひとりで街を彷徨っていた少女・霞れんげと出会う。れんげもアンドヴァリを所持していたが、気がついたら手にしていたらしく、それ以前の記憶を失くしていた。
れんげは少女たちと合流するが、ゆりは戦いで命を落とす。しとろんのハンドルネームでSNSの写真投稿をたどる旅をする。SNSの投稿者と合流することでまだ生存者が十数人いることがわかる。しとろんより他にもSNSで交流していた人がいたが名前と投稿動画よりれんげの妹ではないかと聞かされる。単身、妹・すずらんと合流するもれんげはワイルドハントとの戦いで死んですずらんが埋葬したと言われ、「誰？」と問われるが答えられなかった。バロールをに撤退させた後すずらんとのわだかまりは解消され、しとろん達の拠点に移った。バロールとの再戦直前に他のワイルドハントに追われている少女を助けたがそこに死んだはずのゆりの姿があった。ゆりを追って少女たちは現代の建築物とは異なる地下施設にたどりつき、自分たちとそっくりの人間が目の前に現れることに驚く。そこには死んだはずのゆり、ゆりが探していたねりね、えりかたちもいた。ひなげしが施設のAIにハッキングをして事の真相を聞き出す。この地下施設はある計画のためにワイルドハントを作り出した地球外生命体の施設であり、自分たちも人間ではなく、目の前にいる少女そっくりに複製された兵器であると知ってショックを受ける。施設には彼女たちの複製体を保管したカプセルが何十とありこのような施設は各地の存在する。計画実行時はワイルドハントと共に全コピーが覚醒し人類を殲滅するようになっている。ただし、AIによるとれんげはオリジナルであり死んだ複製体のねりねのアンドヴァリを託されたことで体が複製体のそれに改造され記憶もねりねの記憶に上書きされたため自身のことを覚えてなかった。AIからはアンドヴァリを使い続けると体の内側から崩壊し命がないと言われる。
れんげは最大の敵・バロールを倒したあと命を落とす。ワイルドハントの掃討が進み、安全地帯が増えたことで、人々は農業を始めるなど生活が安定する。残された4人の少女たちはワイルドハント討伐のため戦い続ける。

## 登場人物
河津 ゆり（）
声 - 阿部菜摘子
芯が強く前向きだが何事も雑な少女たちのリーダー。口癖は「どんどん」。アンドヴァリは大剣の「ティルフィング」。2話のゴリアテとの戦いで命を落としてしまい、3話で土葬された。
高台寺 えりか（）
声 - 桜木つぐみ
独特な包容力を持つチームの年長者で、巨乳。アンドヴァリは盾状の「ミズガルズ」。
一人称は「おねえちゃん」。仲間にアドバイスする時は「おねえちゃんの知恵袋」と前置きする。「良いわよ良いわよ」という口癖も多用する。
薄墨 ひなげし（）
声 - 若山詩音
ゲームに没頭しているインドア派で、体力はないが分析能力は高い。えりかとは付き合いが長い。アンドヴァリはハッキング能力を持つ「グレイプニル」。
意見を言う時は「ひな的には」と前置きすることが多い。
霞 れんげ（）
声 - 村上まなつ
初対面の相手だと気絶するほど人見知りが激しい。保存食を利用した割烹が得意で、割烹に限っては話すのを止められない。アンドヴァリはれんげの声に応えて飛行可能で、2体のワイルドハントを相手に瞬殺できる。ゆりの死後にティルフィングと合体して強化され、名前を引き継ぐ。過去の記憶がない。
口癖は「かっぽー！」。14話でねりねが考えた口癖と明かされている。
吉野 さざんか（）
声 - 久野美咲
世界がどうなってもオシャレに手を抜かないギャル。アンドヴァリはクロスボウ状の「グングニル」。
四字熟語や故事成語を良く口にする。
咲耶 あやめ（）
声 - 島袋美由利
冷静沈着で仲間たちのブレーキ役を担うが、一方で色々とこじらせている。ワイルドハントやアンドヴァリの名前を考案した。アンドヴァリは2本の刀の「スルト」。
口癖は「ギルティ」。
しとろん
声 - 本渡楓
自分の周囲の写真をSNSに投稿して生存を知らせ続けていた少女。「しとろん」はハンドルネームで本名は不明。第7話でれんげたちと対面する。生存者数十人と地下鉄駅に避難していた。
すずらん
声 - 高尾奏音
しとろんに動画を送って救助を求めていた少女。第8話でれんげと対面し、れんげが姉であること、姉はワイルドハントと戦って亡くなり自分が埋葬したと告白する。
ねりね
声 - 尾崎由香
ゆりの幼なじみの少女。戦いの途中ゆりとはぐれて行方不明になっていた。第10話でれんげたちと対面。ある日地下施設で目覚めたと証言する。一人称は「僕」。
れんげはゆりとはぐれた「もう一人のねりね」に保護され一緒に行動していたことを思い出している。このねりねはアンドヴァリを使用しており、ワイルドハントとの戦いで亡くなったあと、アンドヴァリをれんげに譲っている。14話でれんげが死ぬ間際に観た風景で、れんげがアンドヴァリを空を飛ぶのに使用していたこともあり、同じ物だと気づかなかったとゆりは語っている。

## 作中設定
ワイルドハント
機械仕掛けの巨大な生命体で、円盤に人間の身体が接合したような姿をしている。ワイルドハントと同時期に小型のロボットも出現しており、それらによって生活インフラが維持されている。
アンドヴァリ
普段は手のひらに収まるジュエリーの形状をしており、「アンドヴァリ・エクステンド」の掛け声によって巨大な武器に変形し、ワイルドハントの討伐に使用される。
地下施設
れんげたちがゆりを追って見つけた施設。地球外生命体がワイルドハントの補助を目的として作った施設であり、知的生命体（人類）のオリジナルを含めたコピーをいくつも保管している。地球外生命体の突然の計画中止命令によっておそらく眠らされていたオリジナルの人たちが覚醒した。このような施設は各地にいくつも存在し計画が再稼働すればコピーたちが一斉に覚醒し武器（アンドヴァリ）を取り人類を殲滅すると言われている。

## 世界観
現在の地球は宇宙からやってきた生命体（仮名:ヤバたん）によって作られた。彼らは長い時間をかけて惑星に発生する知的生命体や文化を研究してきた。彼らの計画は、第1段階はランダムに選んだ知的生命体から考え方や世界の情報を得ること、第2段階はデータを得た生命体とそっくりな「兵器」を作りること、記憶や外見を完璧にコピーしたうえ身体能力が格段に上である、第3段階は元いた人間達の家族の一員に成りすまして潜入させること、最終段階はワイルドハントとコピーにアンドヴァリを所持させて知的生命体の殲滅、その後ラットを使い文化や文明を保存することだった。だが彼らは何らかの理由で研究を中止する。理由はあかされてはいないが地球外生命体（仮名:ヤバたん）自身の存続にかかわるほどの緊急事態が発生したためではないかと説明されている。残されたワイルドハントによって無差別な人間殲滅が行われ、自分を人間と思い込む「兵器」のゆりたちはアンドヴァリを取り込み戦うことになってしまう。特に説明はないが一般人も含め作中では男のキャラクターは一切登場せず、すべて女のみで構成されている。

## スタッフ
- 原案・アニメーション制作 - GoHands[1]
- 原作 - GoHands × 松竹[1]
- 総監督・キャラクターデザイン - 鈴木信吾[1]
- 監督 - 工藤進[1]、横峯克昌[1]
- コンセプトデザイナー - 岸田隆宏[1]
- メカデザイナー - 大久保宏[1]
- 総作画監督 - 谷圭司[9]、古田誠[9]
- メインアニメーター - 内田孝行[9]、大久保宏
- 割烹メニュー考案・監修 - 大西哲也
- 編集 - 藤本理子
- 音響制作 - グロービジョン[9]
- 音響監督 - 中島えんじ[1]、村松久進[1]
- 音響効果 - 斎藤みち代
- 音楽 - Ryosuke Kojima
- 音楽制作 - FABTONE[9]
- 音楽プロデューサー - 寿福知之[9]
- チーフプロデューサー - 飯塚寿雄
- プロデューサー - 宇野寛太
- アニメーションプロデューサー - 岸本鈴吾
- 製作幹事 - SHOCHIKU anime
- 製作 - もめんたりー・リリィ製作委員会[9]

## 製作
GoHandsが松竹からオリジナル企画の話を受け、「世界が滅びた廃墟で、戦いの中で仲間たちと生きていき、美味しいご飯を自炊するアクション料理企画（笑）」を提案し、そこに松竹からの「女性を主人公にしたストーリー」や「海外展開を見据えたこだわりのアクション」などの要望を反映した。
タイトルは、死と隣り合わせにある主人公たちから連想した「Mortal（残酷な）」「Momentary（一瞬の）」の2語と、人名らしさもある「リリィ」を合わせて、命が機械とは異なり限りがあり儚いものであることを表現している。
キャラクターは、まず「リリィ」という完璧な人格を設定し、それを原型に個性を5分割して制作されており、ゆりが一番リリィの原型が残っているという。キャラクターの姓名は、死と隣り合わせの緊迫感だけでなく華やかで楽しい日常の象徴として、桜の品種と花の名称で構成されている。
鈴木信吾によると、アンドヴァリのデザインはシナリオを読んだ岸田隆宏の「ゆりたちの心の琴線を奏でる」という独自の解釈により、楽器をモチーフにしたものが提示されたという。名前は多くの死がつきまとうイメージから北欧神話に由来する。

## 主題歌
「おいしいサバイバー」
花冷え。によるオープニングテーマ。作詞・作曲はYukinaとMatsuri、編曲はMatsuriとYuyoyuppe。
「リアル」
miwaによるエンディングテーマ。作詞・作曲はmiwa、編曲はAkihisa Matzura。

## 各話リスト
| 話数   | サブタイトル                                             | 脚本              | 絵コンテ          | 演出              | 作画監督 | 初放送日           |
| ------ | -------------------------------------------------------- | ----------------- | ----------------- | ----------------- | --- | ------------------ |
| 第1話  | ひとりぼっちの後のさんまのひつまぶし                     | 八薙玉造          | 鈴木信吾          | 鈴木信吾 横峯克昌 | 内田孝行 上條円己 佐藤伶香 新城晴菜 鈴木信吾 谷圭司 古田誠                                                       | 2025年 1月2日      |
| 第2話  | みんなと一緒のサバ缶のイタリア風トマト鍋                 | 八薙玉造 鈴木信吾 | 鈴木信吾          | 安達翔平 鈴木信吾 | 内田孝行 上條円己 坂元愛里 佐藤伶香 新城晴菜 鈴木信吾 谷圭司 築谷佳乃 中井郁璃 中野那保 古田誠 室井大地 吉村真鈴 | 1月10日            |
| 第3話  | 忘れられないかに缶とサバ缶のちらし寿司                   | 八薙玉造 鈴木信吾 | 鈴木信吾          | 安達翔平 鈴木信吾 | 内田孝行 上條円己 佐藤伶香 新城晴菜 鈴木信吾 谷圭司 中井郁璃 中野那保 室井大地 吉村真鈴                          | 1月17日            |
| 第4話  | ぬくもり重ねた濃厚コンビーフ味噌ラーメン                 | 八薙玉造          | 鈴木信吾 横峯克昌 | 山岸徹一          | 内田孝行 上條円己 坂元愛里 谷圭司 古田誠 室井大地 吉村真鈴                                                       | 1月24日            |
| 第5話  | 想いを伝えてサバと牡蠣の卵雑炊 崩しきりたんぽ風          | 八薙玉造          | 鈴木信吾 横峯克昌 | 山岸徹一          | 内田孝行 上條円己 坂元愛里 谷圭司 古田誠 室井大地 吉村真鈴                                                       | 1月31日            |
| 第6話  | プールと動画と夏の上海風イカ焼きそば                     | 八薙玉造          | 横峯克昌          | 安達翔平          | 内田孝行 上條円己 佐藤伶香 新城晴菜 谷圭司 中井郁璃 中野那保 古田誠 吉村真鈴                                     | 2月7日             |
| 第7話  | みんなで戦う塩むすび                                     | 八薙玉造          | 横峯克昌          | 安達翔平          | 内田孝行 上條円己 佐藤伶香 新城晴菜 谷圭司 中井郁璃 中野那保 古田誠 吉村真鈴                                     | 2月14日            |
| 第8話  | 雨がやんだらチョコレートバー                             | 八薙玉造          | 鈴木信吾 横峯克昌 | 横峯克昌          | 上條円己 佐藤伶香 新城晴菜 谷圭司 古田誠 吉村真鈴                                                                | 2月21日            |
| 第9話  | 夜通し笑った隠し味に色々入れたら偶然おいしくなったカレー | 八薙玉造          | 横峯克昌          | 横峯克昌          | 内田孝行 上條円己 佐藤伶香 新城晴菜 谷圭司 古田誠 吉村真鈴                                                       | 2月28日            |
| 第10話 | もうひとりと足りない缶詰                                 | 八薙玉造          | 横峯克昌          | 山岸徹一          | 内田孝行 鎌田莉帆 上條円己 佐藤伶香 新城晴菜 谷圭司 中井郁璃 中林三紀 桃田海音 吉村真鈴                          | 3月7日             |
| 第11話 | 触れないあの子とみんなで割烹                             | 八薙玉造          | 横峯克昌          | 山岸徹一          | 内田孝行 鎌田莉帆 佐藤伶香 新城晴菜 谷圭司 中井郁璃 中林三紀 桃田海音 吉村真鈴                                   | 3月14日            |
| 第12話 | こんなに楽しいフルコース                                 | 八薙玉造          | 横峯克昌          | 安達翔平          | 内田孝行 佐藤伶香 新城晴菜 谷圭司 中井郁璃 中林三紀 古田誠 松谷峰之介 的場亜梨美 吉村真鈴                        | 3月21日            |
| 第13話 | みんながいる〆のお茶漬けバイキング                       | 八薙玉造          | 横峯克昌          | 安達翔平          | 内田孝行 上條円己 佐藤伶香 新城晴菜 谷圭司 中井郁璃 中林三紀 古田誠 松谷峰之介 的場亜梨美 吉村真鈴               | 3月28日            |
| 第14話 | 続いていく割烹、割烹！                                   | 八薙玉造          | 横峯克昌          | 安達翔平          | 内田孝行 鎌田莉帆 上條円己 佐藤伶香 新城晴菜 谷圭司 中井郁璃 古田誠 松谷峰之介 桃田海音 吉村真鈴                 | 3月30日 (AT-Xのみ) |

## 放送局
| 放送期間                                           | 放送時間                     | 放送局     | 対象地域   | 備考                                          |
| -------------------------------------------------- | ---------------------------- | ---------- | ---------- | --------------------------------------------- |
| 2025年1月2日 - 3月28日                             | 金曜 0:00 - 0:30（木曜深夜） | TOKYO MX   | 東京都     | 製作参加 / 初回は木曜 23:30 - 金曜 0:00に放送 |
| 2025年1月3日 - 3月28日                             | 金曜 23:00 - 23:30           | BS朝日     | 日本全域   | 製作参加 / BS/BS4K放送 / 『アニメA』枠        |
| 2025年1月5日 - 3月30日                             | 日曜 21:30 - 22:00           | AT-X       | 日本全域   | CS放送 / 字幕放送 / リピート放送あり          |
| 2025年1月6日 - 3月31日                             | 月曜 2:29 - 2:59（日曜深夜） | 関西テレビ | 近畿広域圏 | 製作参加                                      |
| AT-Xでは第13話と第14話（特別編）が連続放送された。 |                              |            |            |                                               |

| 配信開始日   | 配信時間                           | 配信サイト | 備考     |
| ------------ | ---------------------------------- | --- | -------- |
| 2025年1月3日 | 金曜 0:30（木曜深夜） 更新         | U-NEXT アニメ放題 | 先行配信 |
| 2025年1月5日 | 日曜 0:00（土曜深夜） 更新         | アニメタイムズ | 先行配信 |
| 2025年1月6日 | 月曜 3:00（日曜深夜） 以降順次更新 | ABEMA dアニメストア （本店・ニコニコ支店・for Prime Video） DMM TV Amazon Prime Video Lemino J:COM STREAM TELASA milplus見放題パックプライム Hulu FOD FODチャンネル for Prime Video カンテレドーガ TVer ニコニコ バンダイチャンネル アニメフェスタ ふらっと動画 |          |
|              |                                    | Google Play YouTube HAPPY!動画 ビデオマーケット music.jp | 都度課金 |

## BD
| 巻 | 発売日            | 収録話              | 規格品番  |
| -- | ----------------- | ------------------- | --------- |
| 1  | 2025年5月28日     | 第1話 - 第3話       | SHBR-0762 |
| 2  | 2025年6月25日     | 第4話 - 第7話       | SHBR-0763 |
| 3  | 2025年7月30日     | 第8話 - 第10話      | SHBR-0764 |
| 4  | 2025年8月27日予定 | 第11話 - 第13話+OVA | SHBR-0765 |

## 漫画
怜悧によるコミカライズ『もめんたりー・リリィ〜卒業までにしたい100のこと〜』が『マンガUP!』（スクウェア・エニックス）にて2024年9月から2025年7月まで連載された。テレビアニメとは異なる世界線で、れんげたちが学校で「卒業までにしたいことリスト」に書いたことを実践していく。
- GoHands×松竹（原作）・怜悧（漫画） 『もめんたりー・リリィ〜卒業までにしたい100のこと〜』 スクウェア・エニックス〈ガンガンコミックスUP!〉、全2巻
  1. 2025年1月7日発売[17][18]、ISBN 978-4-7575-9606-1
  2. 2025年8月6日発売[19]、ISBN 978-4-7575-9995-6

## Web動画

### ボイスドラマ
YouTube『SHOCHIKU animeチャンネル【公式】』にて2024年11月25日から配信中。脚本は八薙玉造。
| 話数   | サブタイトル             | 配信日          |
| ------ | ------------------------ | --------------- |
| 第1話  | ゆりとれんげ             | 2024年 11月25日 |
| 第2話  | ゆりとさざんか           | 12月2日         |
| 第3話  | ゆりとあやめ             | 12月9日         |
| 第4話  | ゆりとえりか             | 12月16日        |
| 第5話  | ゆりとひなげし           | 12月23日        |
| 第6話  | ゆりとみんな             | 12月30日        |
| 第7話  | こんな割烹もあろうかと   | 2025年 1月13日  |
| 第8話  | 36度6分                  | 1月20日         |
| 第9話  | マジで断罪               | 1月27日         |
| 第10話 | ゆりくんセンサー         | 2月3日          |
| 第11話 | 委員長禁止               | 2月10日         |
| 第12話 | マジとかガチとか         | 2月17日         |
| 第13話 | いもうとゆり             | 2月24日         |
| 第14話 | ひなおねえちゃん         | 3月10日         |
| 第15話 | 割烹スキンケア           | 3月17日         |
| 第16話 | 解散！おねえちゃん委員会 | 3月24日         |

### もめリリクッキング
アニメのキャストが本編に登場する料理を再現する料理特番『もめリリクッキング』がYouTube『SHOCHIKU animeチャンネル【公式】』にて配信されている。
| 回 | サブタイトル                           | 出演者                         | 配信日          |
| -- | -------------------------------------- | ------------------------------ | --------------- |
| 1  | さんまのかば焼き缶料理に挑戦！前編     | 阿部菜摘子 村上まなつ 大西哲也 | 2024年 12月18日 |
| 2  | さんまのかば焼き缶料理に挑戦！後編     | 阿部菜摘子 村上まなつ 大西哲也 | 2025年 1月8日   |
| 3  | 濃厚コンビーフ味噌ラーメンに挑戦！前編 | 桜木つぐみ 若山詩音 大西哲也   | 1月28日         |
| 4  | 濃厚コンビーフ味噌ラーメンに挑戦！後編 | 桜木つぐみ 若山詩音 大西哲也   | 1月31日         |
| 5  | 夏の上海風イカ焼きそばを再現！特別編   | 大西哲也                       | 2月14日         |
| 6  | 白玉パフェに挑戦！前編                 | 久野美咲 島袋美由利 大西哲也   | 3月21日         |
| 7  | 白玉パフェに挑戦！後編                 | 久野美咲 島袋美由利 大西哲也   | 3月25日         |

## 小説
テレビアニメで脚本を担当する八薙玉造によるノベライズ『小説 もめんたりー・リリィ〜Precious Interludes〜』がブシロードノベルより2025年1月から刊行されている。挿絵はsyuri22が担当する。
- GoHands×松竹（原作）・八薙玉造（文）・syuri22（挿絵） 『小説 もめんたりー・リリィ〜Precious Interludes〜』 KADOKAWA〈ブシロードノベル〉、2025年1月8日発売[20]、ISBN 978-4-04-899754-6